# Tàu sân bay trên không
Tàu sân bay trên không (hay còn gọi là hàng không mẫu hạm bay, mẫu hạm bay, tiếng Anh: helicarrier) là một dạng máy bay mẹ có thể chứa máy bay con hoặc làm nơi đáp cánh của máy bay con trên không. Tàu sân bay trên không là một tàu chỉ huy của cơ quan phòng phủ tình báo hư cấu S.H.I.E.L.D., xuất hiện từ truyện tranh được xuất bản bởi Marvel Comics. Đặc biệt, hình ảnh tàu sân bay trên không xuất hiện trong phim Avengers được đánh giá cao.
Dựa trên ý tưởng này, quân đội Hoa Kỳ mang tham vọng sẽ phát triển thành công tàu sân bay trên không trong tương lai.